# Озерний провулок (Київ)
Озе́рний прову́лок — провулок у Дарницькому районі міста Києва, місцевість Бортничі. Пролягає від Озерної вулиці до вулиці Івана Дяченка. 

## Історія
Озерний провулок виник у середині ХХ століття під такою ж назвою.